# Просеч под Јештједом
Просеч под Јештједом (чеш. Proseč pod Ještědem) је насељено мјесто са административним статусом сеоске општине (чеш. obec) у округу Либерец, у Либеречком крају, Чешка Република.

## Становништво
Према подацима о броју становника из 2014. године насеље је имало 327 становника.